# Le Portrait (film, 1915)
Pour les articles homonymes, voir Le Portrait.
Pour plus de détails, voir Fiche technique et Distribution.
Le Portrait (Портрет, Portret) est un film russe réalisé par Ladislas Starewitch, sorti en 1915.

## Synopsis
Un homme choisit un portrait d'homme âgé dans la boutique d'un marchand de tableaux et l'achète. Rentré chez lui, le tableau accroché au mur, il s'endort.

## Fiche technique
- Photographie : Ladislas Starewitch